# San Miguel de Serrezuela
San Miguel de Serrezuela község Spanyolországban, Ávila tartományban.  Lakosainak száma 106 fő (2024).

## Népesség
A település népessége az utóbbi években az alábbiak szerint változott:
| Lakosok száma | 205  | 183  | 178  | 161  | 164  | 141  | 132  | 115  | 112  | 106  |
|               | 2001 | 2004 | 2006 | 2009 | 2011 | 2014 | 2016 | 2019 | 2021 | 2024 |